# Skorpionen (bog)
Skorpionen, Bothus occitanus eller Den otteøjede skorpion er en satirisk roman af Hans Scherfig som blev udgivet i 1953. Romanens baggrund var den meget omtalte Edderkoppesagen fra 1949 med Svend Aage Hasselstrøm i hovedrollen. En sag om bagmænd, mord, smugleri, alfonseri og ikke mindst bestikkelse blandt politiet. Den blev først udgivet i avisen Land og Folk, som dengang havde adgang til meget stof, der ikke kunne bringes uden at bringe kilderne i fare. Hans Scherfig blev derfor sat på at skrive det om til fiktion. Ingen avislæser var dog i tvivl om, hvad historien handlede om.

## Handling
Efter et dobbeltmord på Hr. og Fru Schulze fra Kopernicus Allé nr. 41, der forbindes med skorpionsagen, arresteres den naive og uskyldige lektor Karelius. Han er fuldstændig uskyldig, men udstilles af pressen som en lektor, der har levet et dobbeltliv. Lektoren oplever det dybt korrupte politivæsen på tæt hold – et politivæsen, der ikke er helt som de lærebøger lektoren selv har brugt til at lære fra sig med.
Der ender med at udsive oplysninger om det dybt korrupte politivæsen ud og politipræsident Occitanus må konferere med justitsministeren. De ønsker at beskytte skorpionsagens rette bagmænd og benytter kun sagen mod Karelius for at trække tiden i langdrag. Selv højtstående politifolk færdes i forbrydermiljøerne.
En af de små fisk røber at han ved noget om dobbeltmordet, hvilket koster ham og hans kammerat livet. Politiets samarbejde med forbryderverdenen koster af og til en overordnet friheden. Kommissær Pompier arresteres således, mens han afhører Karelius og lektoren ender i et drukgilde på et af Yardens (=Politigården) kontorer. Han ved ikke om han er løsladt eller undveget.
Den ene politiadvokat, der behandler skorpionsagen, får et nervesammenbrud og den anden begår selvmord. Små fisk arresteres, heriblandt den skyldige i det andet dobbeltmord. Alligevel får betjenten der har fundet morderen, en reprimande for at have skadet sagens opklaring. En overlæge erklærer Karelius for en særdeles farlig mand og i samme øjeblik frafaldes tiltalen mod ham og han kan gå ud i friheden med en fornemmelse af at alt måske alligevel ikke er som det skal være.
På trods af at lektoren – der repræsenterer det almene menneske på det givne tidspunkt – aldrig når at forstå hvad der egentlig er hændt, får læseren af romanen meget ud af det.

## Filmatisering
Skorpionen blev i 1979 dramatiseret som TV-opera under titlen Den Otteøjede Skorpion.

Den var inddelt i fire episoder: Dobbeltmordet, Justitsminister Bothus, Et andet dobbeltmord og Politipræsident Occitanus.